# Ludwig Philipp von Thurn und Taxis
Ludwig Philipp Maria Friedrich Joseph Maximilian Antonius Ignatius Lamoral Prinz von Thurn und Taxis (ur. 2 lutego 1901 w Ratyzbonie, zm. 22 kwietnia 1933 na zamku Niederaichbach) – książę, członek niemieckiej rodziny arystokratycznej Thurn und Taxis.

## Życiorys
Ludwik Filip urodził się 2 lutego 1901 w Ratyzbonie, jako czwarte dziecko księcia Alberta von Thurn und Taxis (1867–1952) i Małgorzaty Klementyny Austriackiej (1870–1955), córki arcyksięcia Józefa Karola Ludwika Austriackiego (1833–1905) i księżniczki Klotyldy Marii Sachsen-Coburg-Saalfeld (1846–1927). Od rodziców głęboko związanych z Kościołem Katolickim otrzymał staranne i wszechstronne wychowanie. Książę Ludwik Filip studiował prawo na Uniwersytecie Juliusza i Maksymiliana w Würzburgu. Był też członkiem katolickiego stowarzyszenia studentów KDStV Cheruscia Würzburg (Cartellverband der katholischen deutschen Studentenverbindungen). Został odznaczony Orderem Parfaite Amitié, domowym orderem rodziny Thurn und Taxis.

## Rodzina
Książę Ludwik Filip poślubił, 14 listopada 1922 na zamku w Hohenburgu, księżniczkę Elżbietę Marię Wilhelminę von Nassau-Weilburg (1901–1950) córkę Wilhelma i jego żony Marii Anny, z którą miał dwoje dzieci: syna Anzelma (1924–1944), który poległ na froncie wschodnim i córkę Inigę (1925–2008), która poślubiła księcia Eberharda von Urach (1907–1969).
Książę Ludwik Filip von Thurn und Taxis zmarł 22 kwietnia 1933 roku na zamku Niederaichbach, w wieku zaledwie 32 lat.

## Genealogia
| Wywód przodków Ludwig Philipp von Thurn und Taxis | Wywód przodków Ludwig Philipp von Thurn und Taxis                                                      | Wywód przodków Ludwig Philipp von Thurn und Taxis                                                          | Wywód przodków Ludwig Philipp von Thurn und Taxis                                                      | Wywód przodków Ludwig Philipp von Thurn und Taxis                                                      | Wywód przodków Ludwig Philipp von Thurn und Taxis                                                      | Wywód przodków Ludwig Philipp von Thurn und Taxis                                                      | Wywód przodków Ludwig Philipp von Thurn und Taxis                                                      | Wywód przodków Ludwig Philipp von Thurn und Taxis                                                      |
| ------------------------------------------------- | --- | --- | --- | --- | --- | --- | --- | --- |
| Prapradziadkowie                                  | Karl Alexander von Thurn und Taxis (1770–1827) ∞ 1789 Therese zu Mecklenburg (1773–1839)               | Konrad Heinrich Ernst Friedrich von Dörnberg (1769–1828) ∞ 1800 Wilhelmine Sophie von Glauburg (1775–1835) | Pius Wittelsbach (książę w Bawarii) (1786–1837) ∞ 1807 Anna Maria Wittelsbach (1753–1824)              | Król Maksymilian I Józef Wittelsbach (1756–1825) ∞ 1797 Karolina Fryderyka Badeńska (1776–1841)        | Cesarz Leopold II Habsburg (1747–1792) ∞ 1766 Maria Ludwika Burbon (1745–1792)                         | Ludwik Wirtemberski (1756–1817) ∞ 1797 Henrietta Nassau-Weilburg (1780–1857)                           | Książę Ferdynand von Sachsen-Coburg-Saalfeld (1785–1851) ∞ 1815 Maria Antonina von Kohary (1797–1862)  | Król Ludwik Filip I (1773–1850) ∞ 1809 Maria Amelia Burbon-Sycylijska (1782–1866)                      |
| Pradziadkowie                                     | Książę Maximilian Karl von Thurn und Taxis (1802–1871) ∞ 1828 Wilhelmine von Dörnberg (1808–1835)      | Książę Maximilian Karl von Thurn und Taxis (1802–1871) ∞ 1828 Wilhelmine von Dörnberg (1808–1835)          | Książę Maksymilian Bawarski (1808−1888) ∞ 1828 Ludwika Wilhelmina Wittelsbach (1808−1892)              | Książę Maksymilian Bawarski (1808−1888) ∞ 1828 Ludwika Wilhelmina Wittelsbach (1808−1892)              | Arcyksiążę Józef Antoni Habsburg (1776–1847) ∞ 1819 Maria Dorota Wirtemberska (1797–1855)              | Arcyksiążę Józef Antoni Habsburg (1776–1847) ∞ 1819 Maria Dorota Wirtemberska (1797–1855)              | Książę August Sachsen-Coburg-Gotha (1818–1881) ∞ 1843 Klementyna Orleańska (1817–1907)                 | Książę August Sachsen-Coburg-Gotha (1818–1881) ∞ 1843 Klementyna Orleańska (1817–1907)                 |
| Dziadkowie                                        | Książę Maximilian Anton von Thurn und Taxis (1831–1867) ∞ 1858 Helena Karolina Wittelsbach (1834–1890) | Książę Maximilian Anton von Thurn und Taxis (1831–1867) ∞ 1858 Helena Karolina Wittelsbach (1834–1890)     | Książę Maximilian Anton von Thurn und Taxis (1831–1867) ∞ 1858 Helena Karolina Wittelsbach (1834–1890) | Książę Maximilian Anton von Thurn und Taxis (1831–1867) ∞ 1858 Helena Karolina Wittelsbach (1834–1890) | Joseph Karl Ludwig von Österreich (1833–1905) ∞ 1864 Clotilde von Sachsen-Coburg und Gotha (1846–1927) | Joseph Karl Ludwig von Österreich (1833–1905) ∞ 1864 Clotilde von Sachsen-Coburg und Gotha (1846–1927) | Joseph Karl Ludwig von Österreich (1833–1905) ∞ 1864 Clotilde von Sachsen-Coburg und Gotha (1846–1927) | Joseph Karl Ludwig von Österreich (1833–1905) ∞ 1864 Clotilde von Sachsen-Coburg und Gotha (1846–1927) |
| Rodzice                                           | Książę Albert von Thurn und Taxis (1867–1952) ∞ 1890 Małgorzata Klementyna Austriacka (1870–1955)      | Książę Albert von Thurn und Taxis (1867–1952) ∞ 1890 Małgorzata Klementyna Austriacka (1870–1955)          | Książę Albert von Thurn und Taxis (1867–1952) ∞ 1890 Małgorzata Klementyna Austriacka (1870–1955)      | Książę Albert von Thurn und Taxis (1867–1952) ∞ 1890 Małgorzata Klementyna Austriacka (1870–1955)      | Książę Albert von Thurn und Taxis (1867–1952) ∞ 1890 Małgorzata Klementyna Austriacka (1870–1955)      | Książę Albert von Thurn und Taxis (1867–1952) ∞ 1890 Małgorzata Klementyna Austriacka (1870–1955)      | Książę Albert von Thurn und Taxis (1867–1952) ∞ 1890 Małgorzata Klementyna Austriacka (1870–1955)      | Książę Albert von Thurn und Taxis (1867–1952) ∞ 1890 Małgorzata Klementyna Austriacka (1870–1955)      |
| Ludwig Philipp von Thurn und Taxis (1901–1933)    | | | | | | | | |